# Abhijit Banerjee
Pour les articles homonymes, voir Banerjee.
Abhijit Vinayak Banerjee (en bengali : অভিজিৎ বিনায়ক বন্দ্যোপাধ্যায়), né le 21 février 1961 à Calcutta, est un économiste américain, spécialiste d'économie du développement. 
Professeur au Massachusetts Institute of Technology (MIT), il reçoit le prix de la Banque de Suède en 2019 avec Esther Duflo, son épouse, et Michael Kremer.

## Biographie
Abhijit Banerjee a étudié à l'université de Calcutta, à l'université Jawaharlal-Nehru et à l'université Harvard, où il a obtenu son doctorat en 1988.  
Ses travaux portent sur l'économie du développement. En coopération avec Esther Duflo, Michael Kremer, John A. List et Sendhil Mullainathan, il propose notamment une approche expérimentale de terrain pour mettre en évidence  des relations causales économiques.
Membre de l'Académie américaine des arts et des sciences et de la Société d'économétrie, il obtient en 2019 le prix de la Banque de Suède en sciences économiques en mémoire d'Alfred Nobel, aux côtés de son épouse Esther Duflo et de Michael Kremer, pour leurs travaux sur la lutte contre la pauvreté,.
En 2020, il accepte l'invitation de l’École d’économie de Paris (PSE) et de l’université Paris Sciences et Lettres (PSL) pour un séjour d’enseignement et de recherche durant l’année académique 2020-2021.

### Vie privée
Avec sa conjointe Esther Duflo qu'il épouse en 2015, Abhijit Banerjee a deux enfants : Noémie, née en 2012, et Milan, né en 2014.

## Distinctions

### Prix et récompenses
- 2000 : Bourse Guggenheim
- 2000 : Médaille Mahalanobis Memorial[7]
- 2006 : Prix Michael Wallerstein, dans la catégorie Political Economy Section décerné par la American Political Science Association[8]
- 2008 : BBVA Foundation Frontiers of Knowledge Award[9]
- 2009 : Prix Infosys dans la catégorie Sciences sociales et économiques[10]
- 2011 : Business Book Prize du Financial Times pour le livre Poor Economics (en)[11]
- 2012 : Gerald Loeb Business Book Award (en) pour le livre Poor Economics (en)
- 2013 : International Award décerné par The Gabarron, dans la catégorie Economie[12]
- 2014 : Prix Albert O. Hirschman[7]
- 2014 : Prix Bernhard Harms[13]
- 2019 : Prix de la Banque de Suède en sciences économiques en mémoire d'Alfred Nobel[14]

### Sociétés savantes
- 1995 : Membre de la Société d'économétrie[15]
- 2004 : Membre de l'Académie américaine des arts et des sciences[16]

### Doctoratshonoris causa
Abhijit Banerjee est docteur honoris causa de nombreuses universités, parmi lesquelles :
- Katholieke Universiteit Leuven (Belgique, 2014)[17]
- Presidency College (Calcutta) (Inde, 2019)[18]

## Publications
- Volatility And Growth (avec Philippe Aghion), Oxford, Oxford University Press, 2005.
- Making Aid Work, Cambridge, MIT Press, 2005.
- Understanding Poverty (avec Roland Benabou et Dilip Mookherjee), Oxford, Oxford University Press, 2006.
- Equity and growth in a globalizing world (ouvrage collectif), Washington, The Commission on Growth and Development, 2010.
- Poor Economics : A Radical Rethinking of the Way to Fight Global Poverty (avec Esther Duflo), New York, PublicAffairs, 2011.
- Repenser la pauvreté (avec Esther Duflo), Paris, Le Seuil, 2012.
- Handbook of Field Experiments, 2 vol. [sous la dir. de], New York, North Holland, 2017.
- What the Economy Needs Now (avec Gita Gopinath, Raghuram Rajan et Mihir S. Sharma), New Delhi, Juggernaut Books, 2019.
- A Short History of Poverty Measurements, New Delhi, Juggernaut Books, 2019.
- Good Economics for Hard Times : Better Answers to Our Biggest Problems (avec Esther Duflo), New York, PublicAffairs, 2019.